# Ga Ram Inthra Kor Mor 9 MRT
Ga Ram Inthra Kor Mor 9 (tiếng Thái: สถานีรามอินทรา กม.9) là một ga Bangkok MRT nằm trên Tuyến Hồng. Nhà ga nằm trên Đường Ram Inthra, gần hẻm Soi Ram Inthra 56 tại Khan Na Yao, Bangkok. Nhà ga có bốn lối thoát và đặt tên theo tên đường Ram Inthra cách đó khoảng 9 km. Nó được mở cửa ngày 21 tháng 11 năm 2023 như một phần chạy thử nghiệm trên toàn tuyến Hồng.

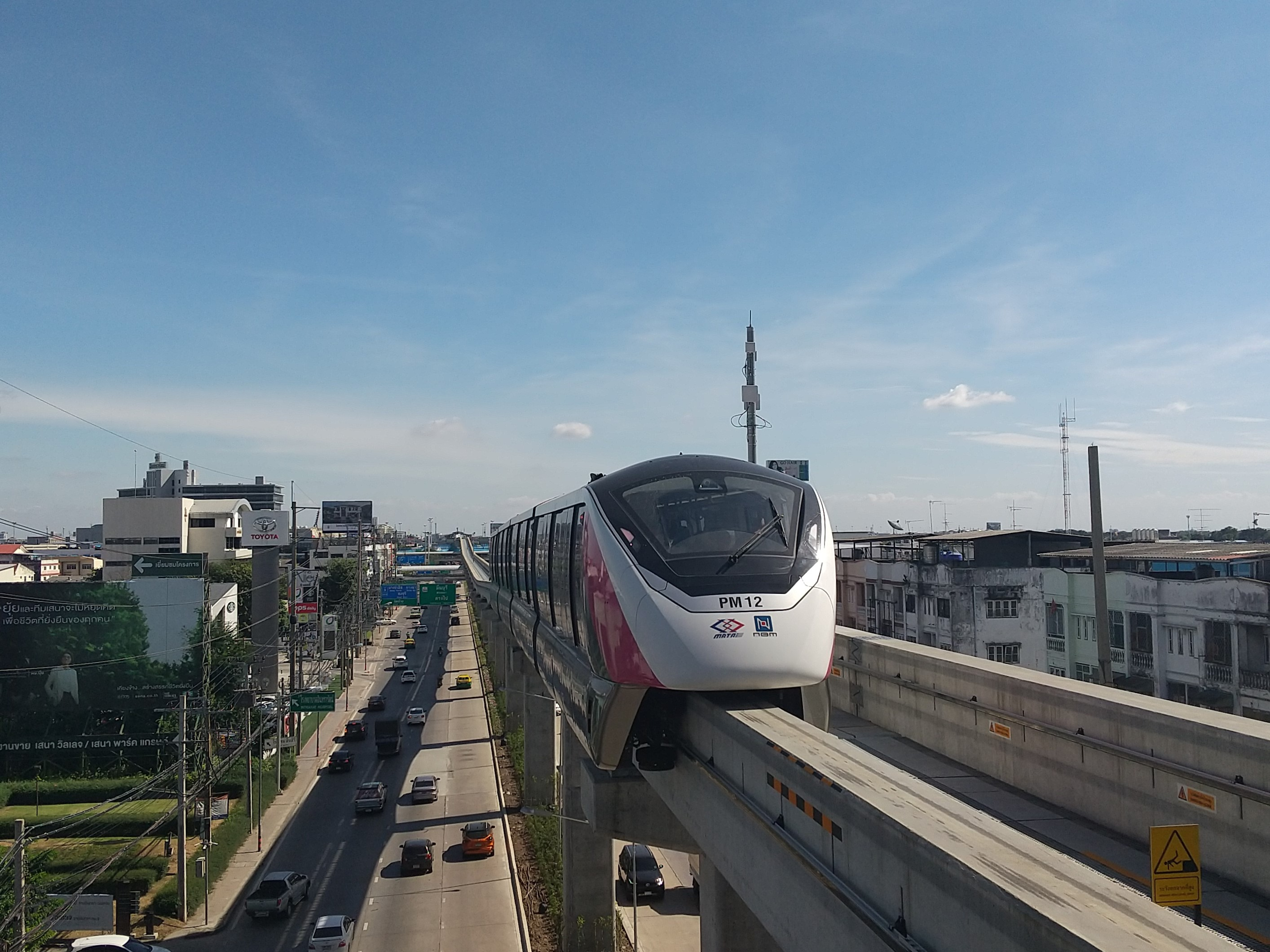
Monorail tiến về nhà ga.

Ban đầu tên tiếng Anh của nhà ga là Ram Inthra KM.9 sau đó được đổi thành Ram Inthra Kor Mor 9 vào ngày 6 tháng 9 năm 2021 để tránh sự hiểu nhầm khi giao tiếp giữa người bản địa và nước ngoài. Chủ đề này đã được tranh luận rất nhiều trên mạng.

## Hình ảnh

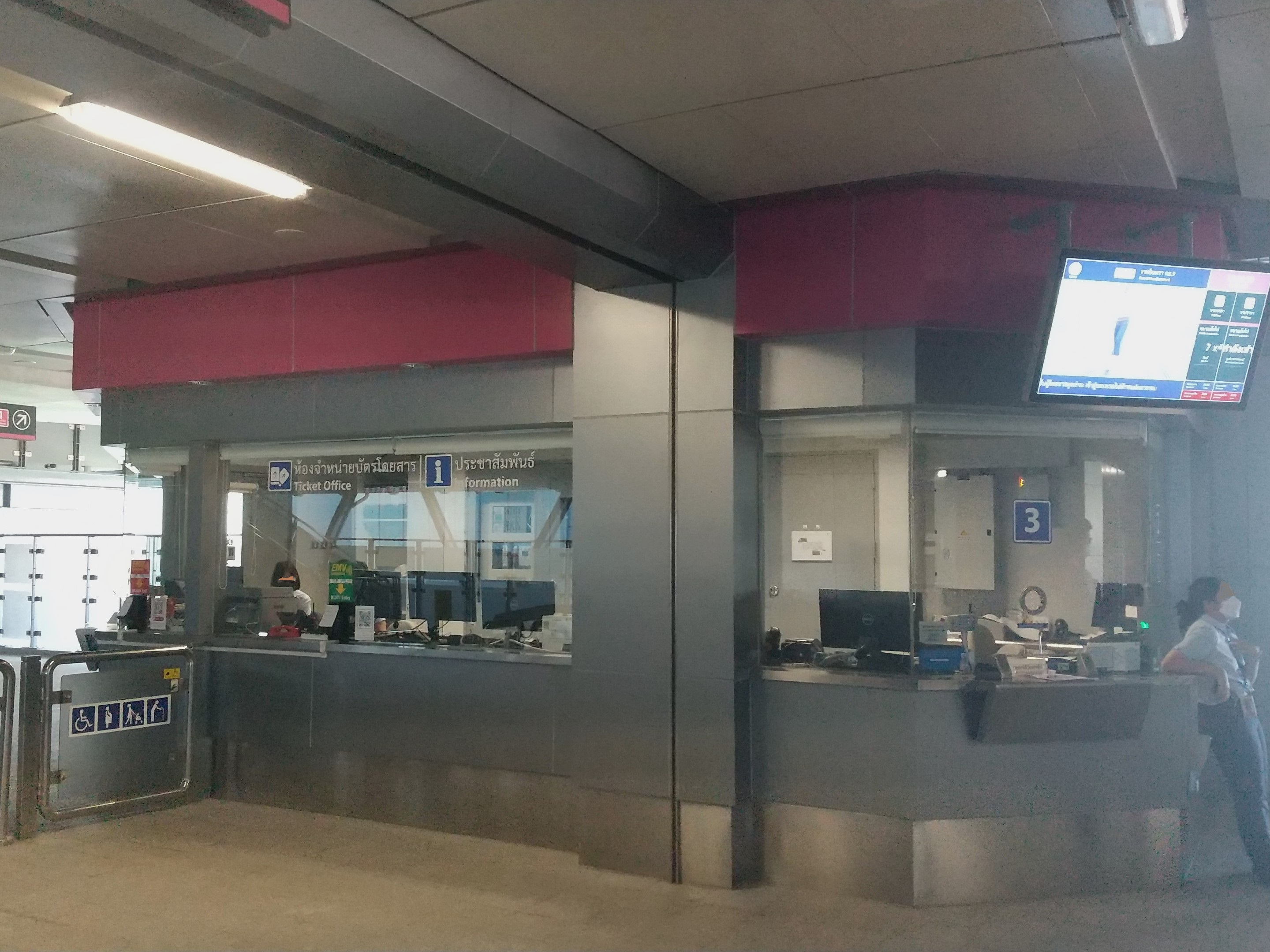
Khu vực quầy bán vé
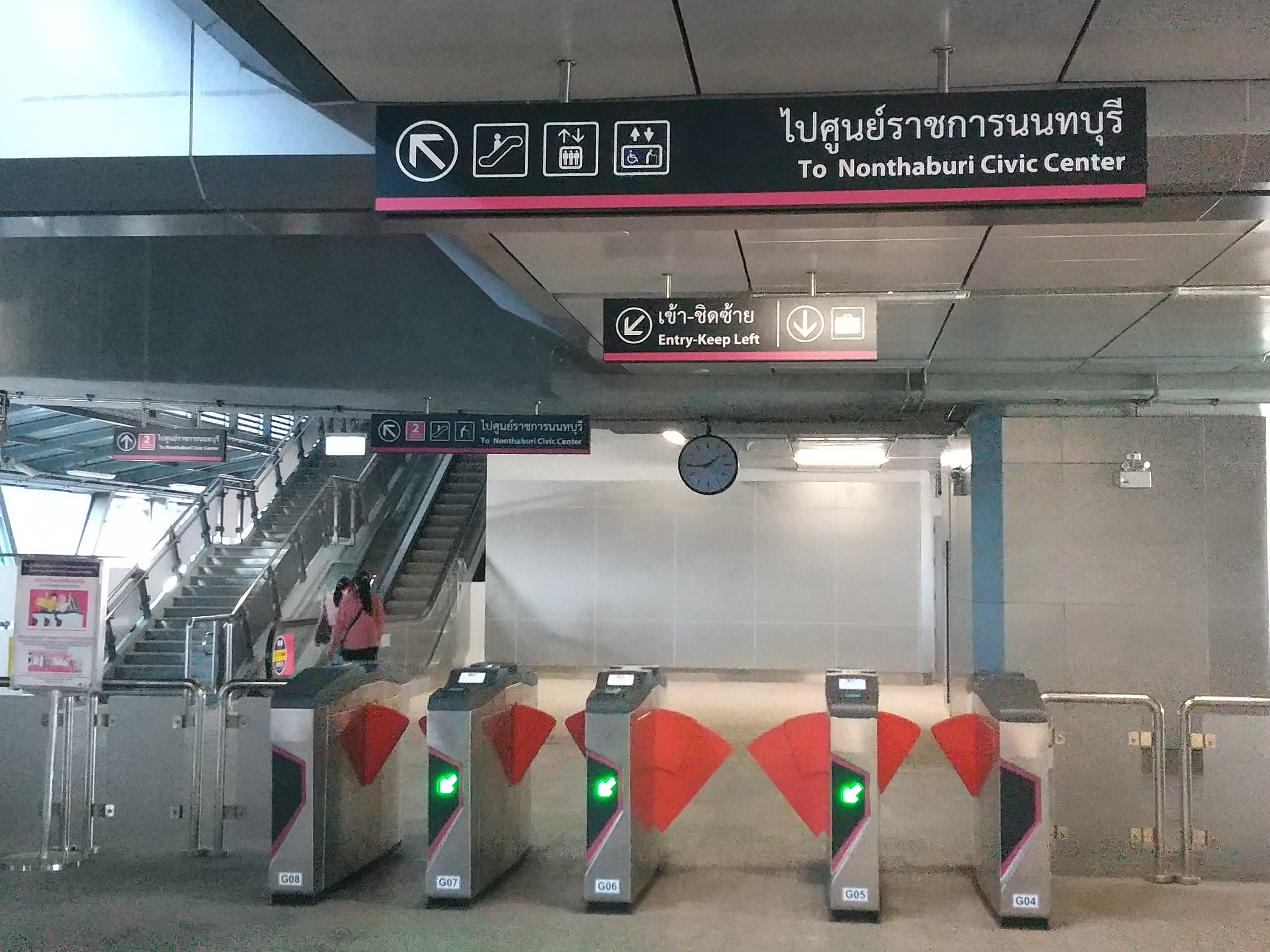
Cổng soát vé tự động
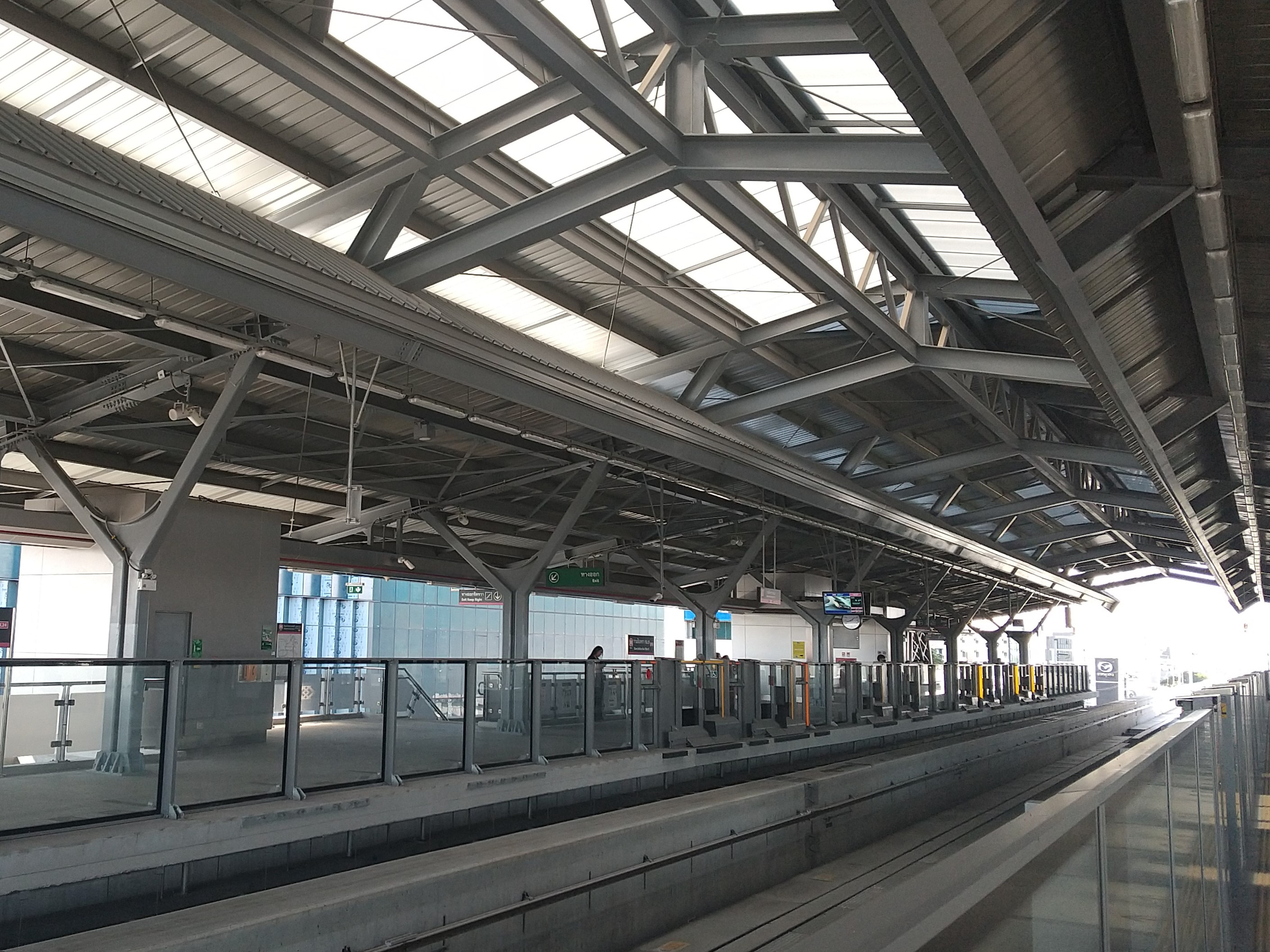
Ke ga
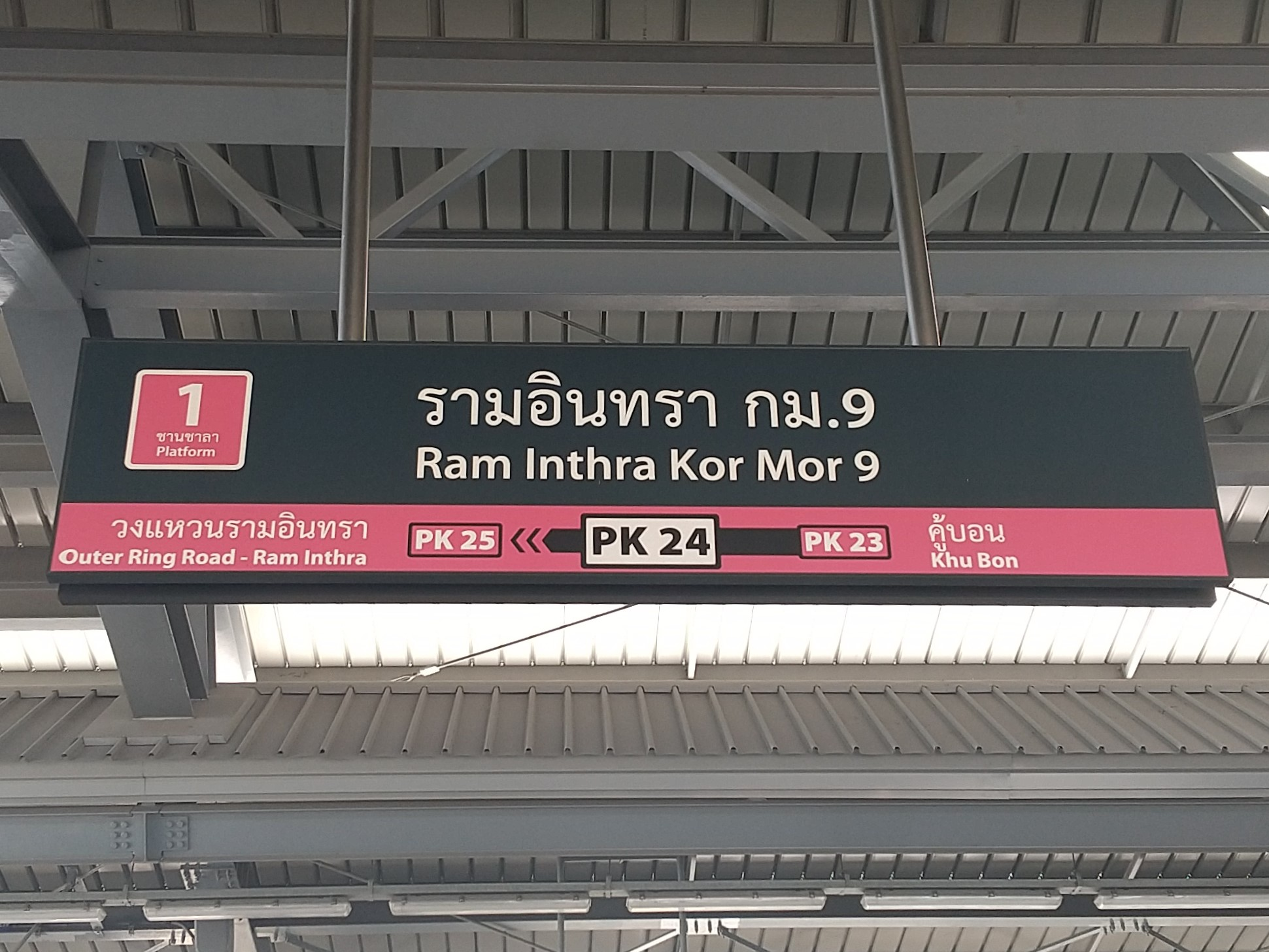
Bảng hiệu ke ga 1